# Viola Spolin
Viola Spolin, född 7 november 1906 i Chicago, död 22 november 1994 i Los Angeles, var en amerikansk teaterpedagog och skådespelare som har påverkat improvisationsteatern till vad den är idag genom sitt utvecklande av teaterlekar. Hennes förhållningssätt till teater och lek som verktyg i läroprocessen i den ordinarie skolan likväl som inom teatern har påverkat den generation som idag improviserar teater. Exempelvis Saturday Night Live som inspirerades av Second City. 
Spolin växte upp och verkade främst i Chicago och har där indirekt initierat en av de första improvisationsbaserade teatrarna Second City i slutet av 1950-talet som drevs av hennes son Paul Sills. Viola Spolin har skrivit ett flertal handböcker inom teater varav Improvisation for the theatre anses som den mest fullständiga och obligatoriska om man vill jobba med improvisationsteater.
Viola Spolin har skrivit ett antal böcker om improvisation. Hennes första och mest kända, Improvisation for the theatre publicerades av Northwestern University Press. Denna bok har blivit en klassiker[källa behövs] inom drama och teaterstudier. Den har publicerats i tre upplagor 1963, 1983 och 1999. Övningarna hon har utarbetat har tydliga regler. Uppsättningen av regler som deltagarna håller sig inom. Reglerna hjälper dem att leva sig in  i leken men hindrar inte fantasin utan skapar fokus.

## Leken som verktyg
Viola Spolin påpekade fördelarna med leken som ett verktyg för att förbättra elevernas kunskaper då de i leken arbetar med icke-verbala sätt att kommunicera. Eleverna lär sig genom att göra, genom förstahandserfarenhet, snarare än föreläsningar i färdiga formler. Fokus, side-coaching och utvärdering är de tre aspekterman måste bruka för att använda dramalek i undervisningssammanhang. Först se till att alla fokuserar, inte som mål i sig men för att drama ska uppstå. Sedan hålla fokus och vägleda dem genom sidocoaching. Var noga med att inte anta något utan utvärdera bara vad du just har sett. Viola Spolin ifrågasatte tolkningarna av Stanislavskijs "Vem? Vad? Var?" genom att kasta om ordningen genom att börja med miljön och vilka som var där för att sedan anta att något händer. 

## Andra praktiker av improvisationsteater
Senare praktiker av improvisationsteatern, till exempel Keith Johnstone, har också framhävt vikten av leken i improvisationsteatern som ett viktigt medium för att skapa spontanitet bland skådespelarna. Skillnaden mellan Keith Johnstone och Viola Spolin ligger i att Johnstone framhävde den intellektuella delen i improvisationen (status, narrativ, blockeringar, etc), medan Spolin tryckte på den intuitiva och holistiska problemlösningsförmågan. Spolin kallade detta för direkt upplevelse (direct experience) där både kroppen och tanken blir engagerade i lösningen av problemet.

### Webbkällor
- https://web.archive.org/web/20110807180559/http://schooltheatre.org/publications/dramatics/2011/01/innovators-viola-spolin